# Freiburger Turnerschaft von 1844
Il Freiburger Turnerschaft von 1844 è una società pallavolistica maschile tedesca, con sede a Friburgo in Brisgovia: milita nel campionato tedesco di 1. Bundesliga e fa parte dell'omonima società polisportiva.

## Storia
La squadra maschile di pallavolo del Freiburger Turnerschaft von 1844 viene fondata nel 1984, all'interno dell'omonima società polisportiva. Dopo oltre vent'anni in 2. Bundesliga, nel 2023 ottiene la licenza per partecipare alla 1. Bundesliga, diventando l'unica sezione professionistica del club.

## Rosa 2024-2025
| N° | Nome                | Ruolo | Data di nascita  | Nazionalità sportiva |
| -- | ------------------- | ----- | ---------------- | -------------------- |
| 1  | Luc Hartmann        | S     | 2 luglio 2000    | Germania             |
| 2  | Timothy McIntosh    | L     | 20 novembre 1997 | Stati Uniti          |
| 3  | Yannick Harms       | S     | 14 gennaio 1994  | Germania             |
| 4  | Kevin Kobrine       | O     | 27 gennaio 2000  | Stati Uniti          |
| 6  | Fredrik Frisch      | C     | 18 maggio 1999   | Germania             |
| 7  | Lorenz Rudolf       | P     | 25 aprile 1995   | Germania             |
| 8  | Anton Jung          | S     | 20 marzo 2003    | Germania             |
| 9  | Fabian Hosch        | P     | 7 luglio 2003    | Germania             |
| 10 | Marco Frohberg      | O     | 10 giugno 2001   | Germania             |
| 11 | Karl-Lennart Klehm  | C     | 25 luglio 2003   | Germania             |
| 12 | Liam Kristjanson    | C     | 29 ottobre 2001  | Canada               |
| 14 | Charlie Figy        | C     | 16 maggio 2002   | Stati Uniti          |
| 15 | Jonathan Schönhagen | L     | 21 aprile 1993   | Germania             |
| 16 | Oliver Morath       | L     | 2 luglio 1991    | Germania             |
| 17 | Linus Hüger         | S     | 25 agosto 2003   | Germania             |